# سگ زرد (فیلم)
«سگ زرد» (انگلیسی: The Yellow Dog (film)) فیلمی در ژانر جنایی است.